# Sitterdorf
Sitterdorf ist eine ehemalige Ortsgemeinde und eine Ortschaft in der Gemeinde Zihlschlacht-Sitterdorf des Bezirks Weinfelden des Kantons Thurgau in der Schweiz. Sitterdorf liegt an der Sitter zwischen Bischofszell und Amriswil.
Am 1. Januar 1997 fusionierte die ehemalige Gemeinde mit Zihlschlacht zur Gemeinde Zihlschlacht-Sitterdorf.

## Geschichte

Sitterdorf in der Zwischenkriegszeit

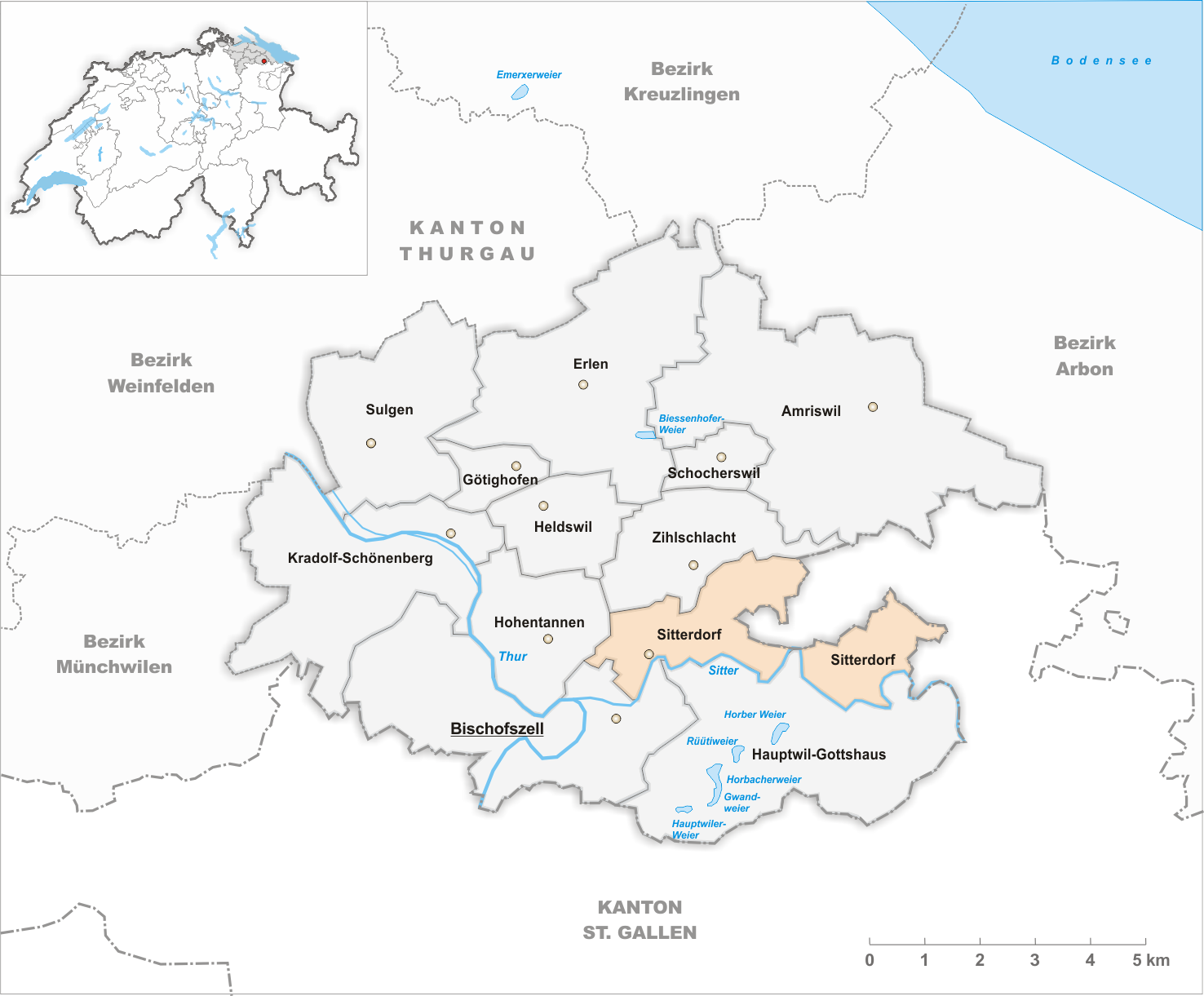
Gemeindestand vor der Fusion im Jahr 1997

Sitterdorf war bereits zur Römerzeit besiedelt, denn 1861 wurde eine römische Villa ausgegraben. 787 wurde der Hof Sitterdorf erstmals als Sidruna erwähnt und gehörte ab 787 zum Kloster St. Gallen und ab 898 zu St. Mangen in St. Gallen. Die Truchsessen von Singenberg waren bis um 1250 mit der Vogtei belehnt. Vom 15. Jahrhundert bis 1798 standen Niedergericht, Appellation und Mannschaftsrecht des Malefizgerichts von Sitterdorf dem Abt von St. Gallen zu.
Die ab 1215 erwähnte Kirche St. Martin wurde 1515 neu errichtet und 1964 renoviert. Die Kollatur kam 1419 an die Ryff, 1570 an die von Hallwyl und 1734 an die Abtei St. Gallen. Nach der Reformation 1528 wurde die Messe 1567 wieder eingeführt und die Kirche fortan simultan genutzt, bis 1961 die Katholiken mit der Kirche Maria Königin ihr eigenes Gotteshaus erhielten.
Sitterdorf baute Getreide in drei Zelgen an; ab 1277 sind Mühlen erwähnt. Ab dem 19. Jahrhundert wurden Vieh- und Milchwirtschaft (Käsereien) sowie Obst- und Gartenbau betrieben. Arbeit boten das Gewerbe, u. a. die Papierfabrikation in Degenau, Stickereien und von 1920 bis 1934 eine Schuhfabrik.
1935 erhielt Sitterdorf nach jahrelangen Bemühungen eine Haltestelle an der Bahnstrecke Sulgen–Gossau. 1955 schlossen sich Blidegg, Sitterdorf und Zihlschlacht zur ersten Abschlussklassen-Gemeinschaft des Kantons Thurgau zusammen.
Seit 1963 besteht das Flugfeld.

## Wappen
Blasonierung: In Blau ein weisser Hirschrumpf.
Der weisse Hirsch in Blau war das Wappen der Truchsessen von Singenberg.

## Bevölkerung
| Jahr         | 1831  | 1850  | 1900  | 1950  | 1990  | 2000  | 2010  | 2018     | 2023     |
| Ortsgemeinde | 582   | 695   | 738   | 850   | 982   |       |       |          |          |
| Ortschaft    |       |       |       |       |       | 715   | 749   | 902 Anm. | 971 Anm. |
| Quelle       | [ 2 ] | [ 2 ] | [ 2 ] | [ 2 ] | [ 2 ] | [ 8 ] | [ 9 ] | [ 2 ]    | [ 10 ]   |

Von den insgesamt 971 Einwohnern der Ortschaft Sitterdorf am 31. Dezember 2023 waren 208 bzw. 21,4 % ausländische Staatsbürger. 302 (31,1 %) waren römisch-katholisch und 256 (26,4 %) evangelisch-reformiert.

## Sehenswürdigkeiten

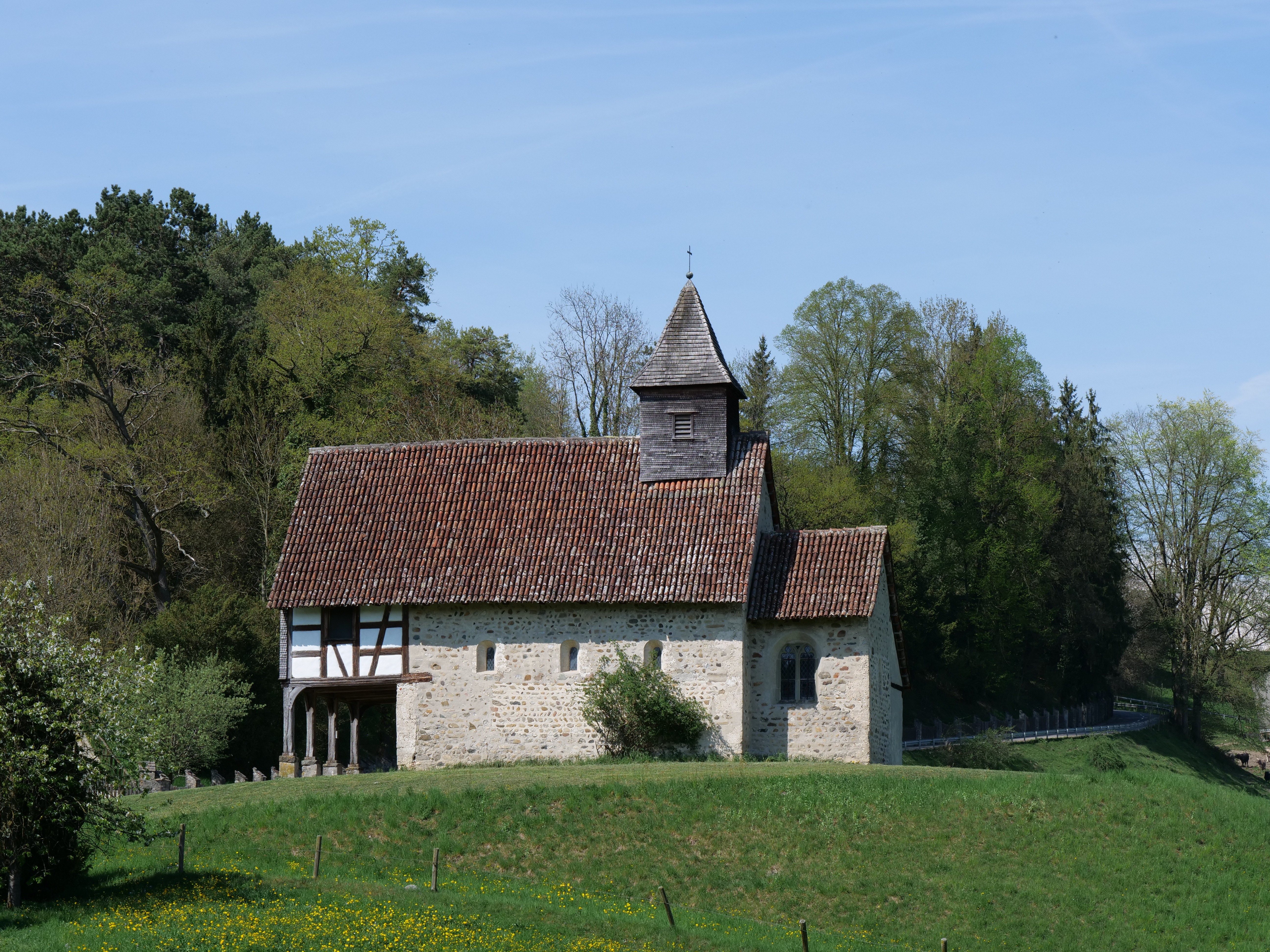
Die Kapelle Degenau zählt zu den ältesten katholischen Kapellen der Schweiz.

Die bedeutendste Sehenswürdigkeit ist die Kapelle St. Nikolaus und St. Magdalena aus dem 12. bis 16. Jahrhundert beim Weiler Degenau am alten Pilgerweg zur Sitter mit Wandmalereien aus dem 12. Jahrhundert. Von der Degenau führt die Fähre Gertau–Degenau über die Sitter zur Gertau in der Nachbargemeinde Hauptwil-Gottshaus.
In der Blidegg befindet sich das gleichnamige Schloss mit einem denkmalgeschützten Garten. Bekannt ist Sitterdorf auch für seinen kleinen Flugplatz Sitterdorf.

## Bilder

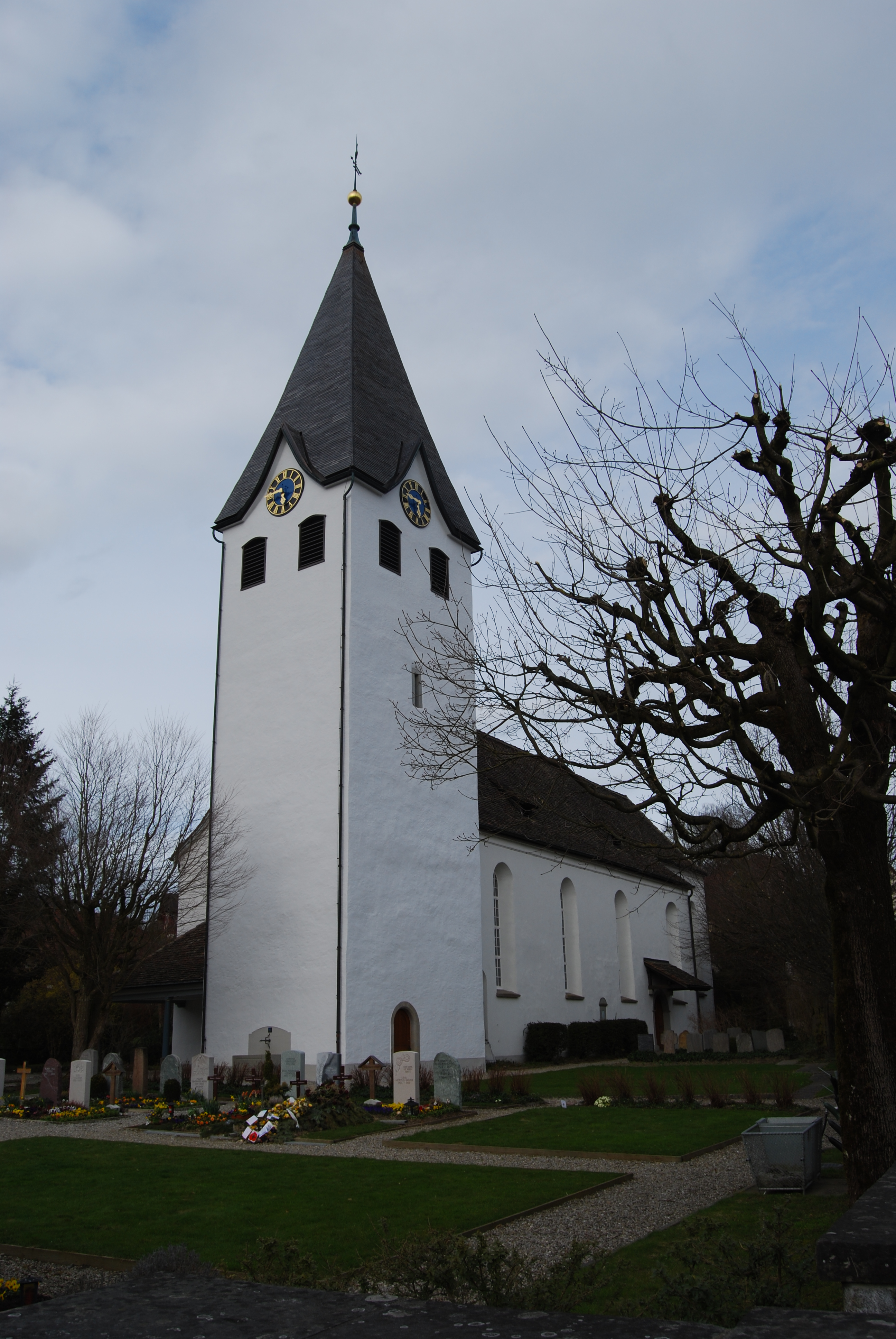
Evang. Kirche

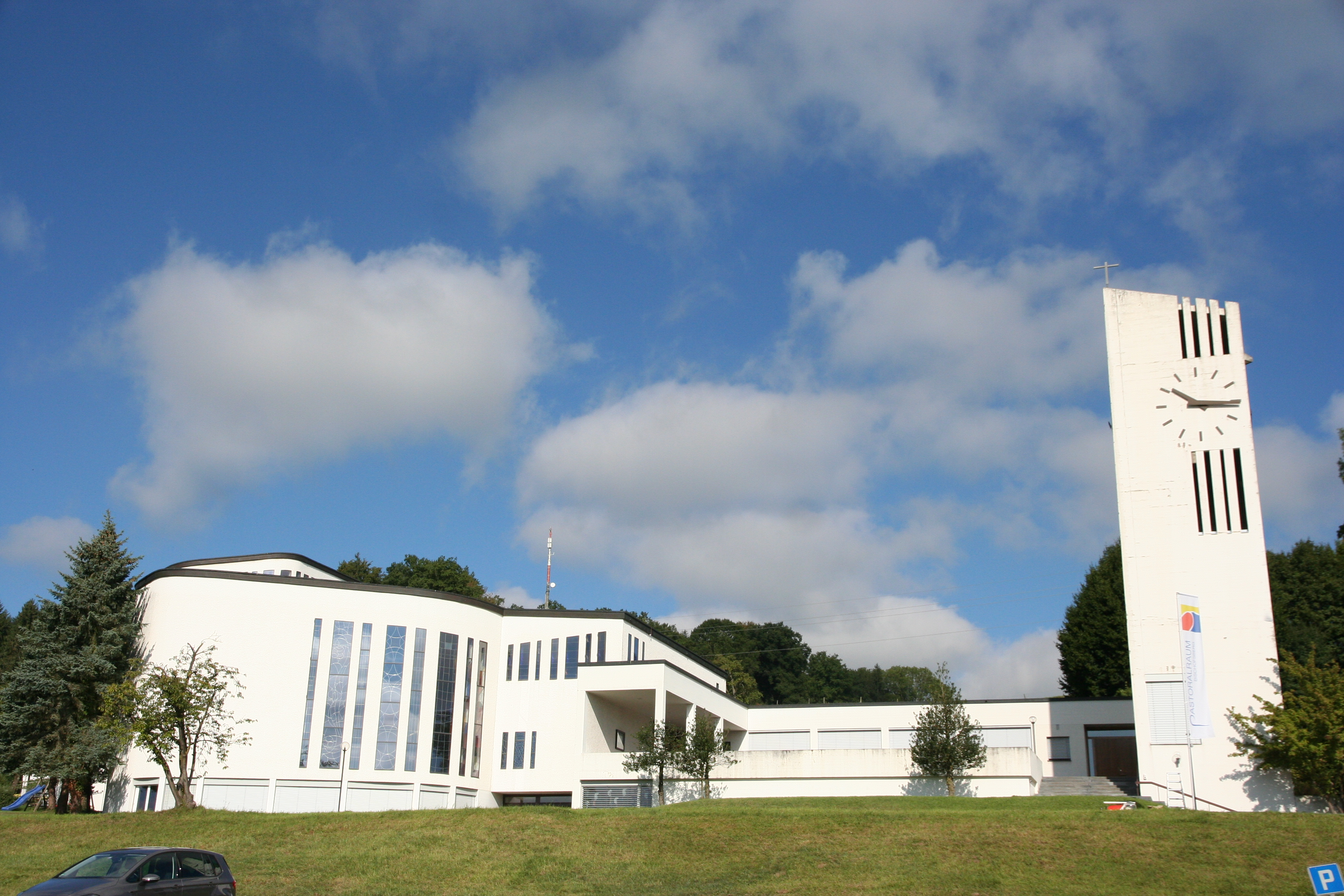
Katholische Kirche St. Maria Königin
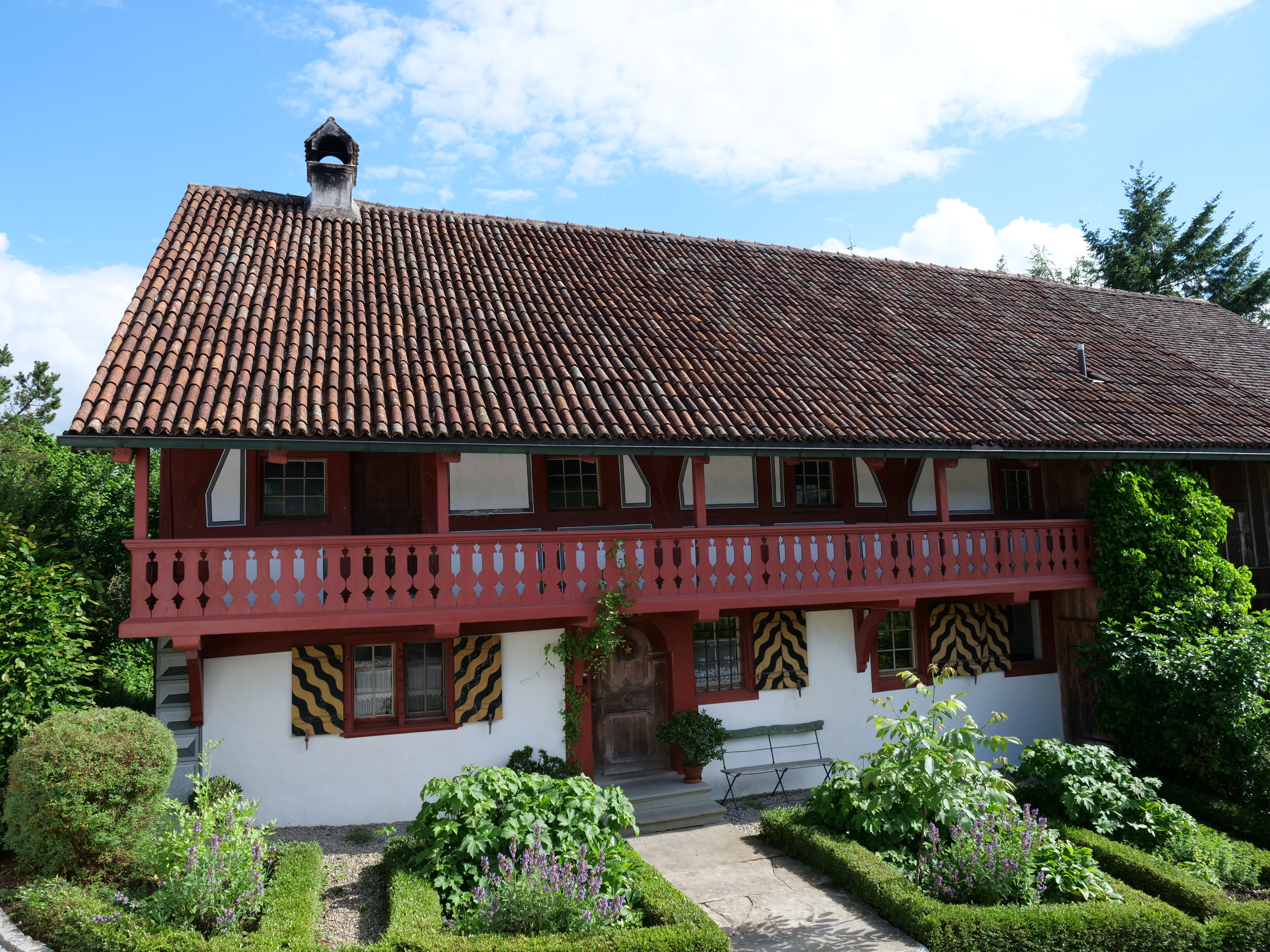
Altes katholisches Pfarrhaus
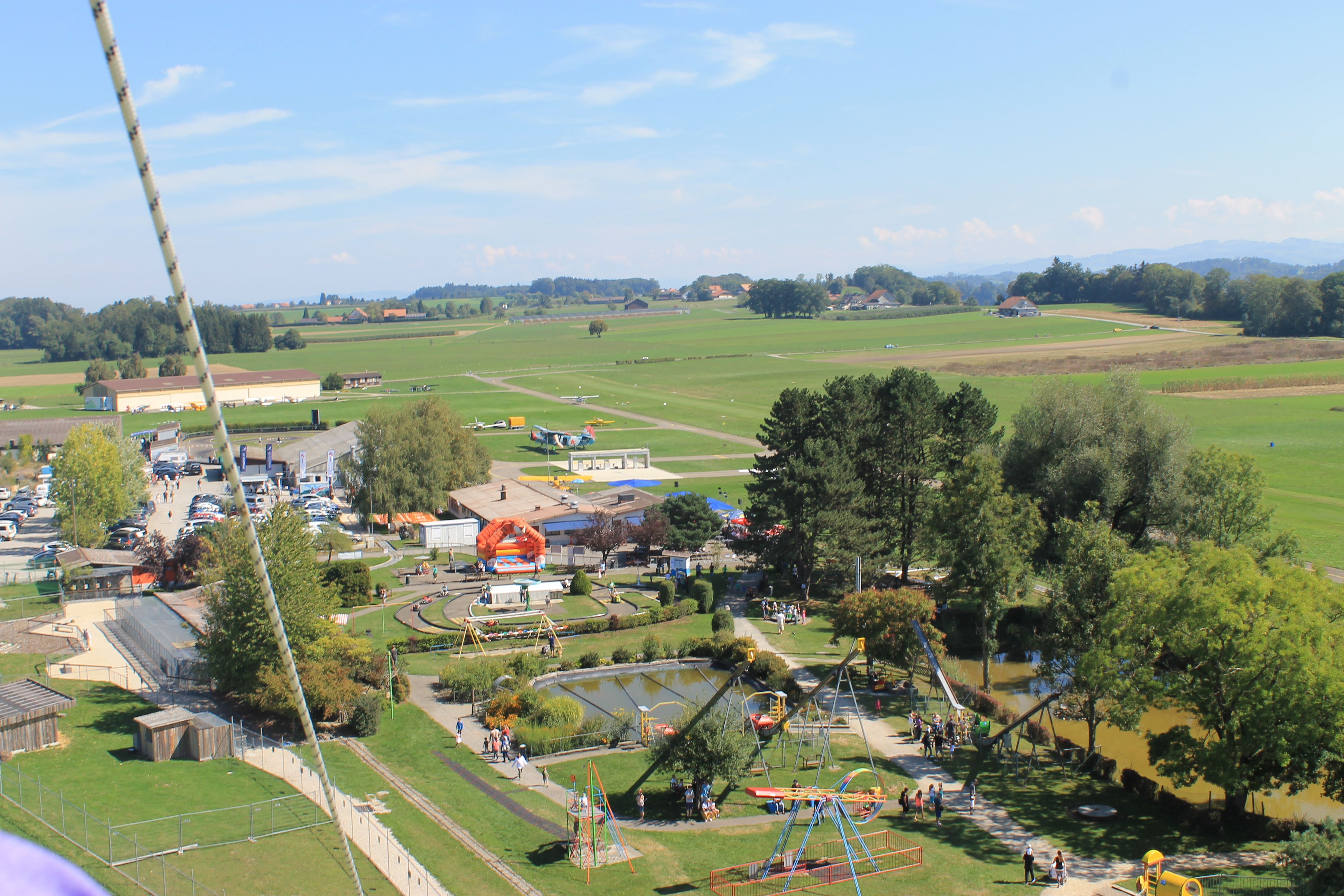
Flugplatz Sitterdorf mit Freizeitpark